# Pad meteorita nad Uralom 2013.
15. veljače 2013. oko 09:20 po lokalnom vremenu (03:20 UT), mali asteroid uletio je u Zemljinu atmosferu nad središnjom Rusijom brzinom od oko 18 km/s (64.800 km/h). Asteroid je pritom postao sjajni superbolid i bio je vidljiv nad južnim Uralom i susjednim regijama. Sjaj bolida bio je toliki da je nadjačao jutarnje Sunce, bacao je jasne sjene, a svjedoci njegova preleta osjetili su i intenzivnu toplinu vatrene kugle. Na kraju je asteroid eksplodirao iznad Čeljabinske oblasti, na visini između 15 i 25 km, s tim da je najvjerojatnija visina eksplozije oko 23,3 km. Eksplozija je bila popraćena bljeskom, kišom meteorita i jaki udarnim valom. Atmosfera je upila većinu kinetičke energije, koja je iznosila oko 1,8 PJ (~ 440 kT TNT-a), oko 20-30 puta jače od eksplozija atomskih bomba na Hirošimom i Nagasakijem. Bolid nije ispustio svu energiju odjedanput, već u periodu od 30 sekundi, koliko je otprilike trajao njegov let kroz atmosferu prije eksplozije. Ukupna snaga zračenja vatrene kugle procjenjena je na oko 0,4 PJ (~ 90 kT TNT-a).
Udarni val koji je uslijedio minutu nakon eksplozije oštetio je prozore na mnogobrojnim zgradama i srušio nestabilne krovove, a krhotine uzrokovane razbijenim prozorima ozlijedile su 1.491 osobu. Ukupno je oštećeno 7.200 građevina u šest okolih gradova, od čega najviše u Čeljabinsku.
Masa asteroida procjenjuje se na oko 11.000 tona, a promjer na 17 do 20 metara. Čeljabinski meteor je vjerojatno najveće tijelo koje je pogodilo Zemlju nakon Tunguske eksplozije, i jedini je meteor za koji je poznato da je ozlijedio ovako veliki broj ljudi.
Samo 16 poslije kraj Zemlje je proletio asteroid 2012 DA14. Asteorid koji je pogodio Čeljabinsk i prolet 2012 DA14 nisu bili povezani događaji već samo puka podudarnost.

## Karakteristike događaja
Lokalno stanovništvo svjedočilo je veoma sjajnoj vatrenoj kugli na nebu iznad Čeljabinska, Sverdlovska, Tjumenja i susjednim regijama. Amaterske video snimke uhvatile su vatrenu kuglu kako klizi preko neba i glasnu eksploziju u minutama poslije preleta. Događaj je počeo otprilike u 09:20 po lokalnom vremenu, nekoliko minuta nakon izlaska Sunca u Čeljabinsku. Svjedoci su vatrenu kuglu opisali kao sjajnijom od Sunca, što je naknadno potvrdila i NASA. Nedugo nakon ulaska u atmosferu, meteorološki satelit Meteosat 9 snimio je fotografiju objekta. Nakon eksplozije stanovnici Čeljabinska usporedili su miris zraka s mirisom baruta.
Vatrenu kuglu i sjajne bljeskove uzrkovalo je trenje koje asteroid ili meteor doživi kada uleti u atmosferu. Velika brzina kretanja tijela sabija zrak ispred njega što dovodi do zagrijavanja istoga uz popratne svjetlosne, a ponekad i zvučne efekte (u slučaju većeg tijela). Takva pojava zove se bolid ili vatrena kugla.
Prvotna izvješća Ruske federalne svemirske agencije procijenila su brzinu leta asteroida na oko 30 km/s u putanji s malim nagibom u odnosu na površinu Zemlje. Ruska akademija znanosti procijenila je početnu brzinu asteroida na oko 15 km/s. Radijant, tj točka iz koje je meteor došao, prema analizama video snimki smješten je lijevo iznad izlazećeg Sunca.
Početnu veličinu asteroida Rusi su procijenili na oko par metara u promjeru s masom od 10 tona. Visinu raspada, tj eksplozije asteroida, procjenjena je na oko 30 do 50 km. NASA je naknadno izašla s procjenom da je masa asteroida bila najmanje 7.700 tona, da bi kasnije prihvatila vrijednost od 11.000 tona. Prema njima dostupnim podatcima eksplozija asteroida odigrala se na oko 23,3 km visine. Zračna eksplozija i udarni val bili su zabilježeni i na seizmografu kao potres magnitude 2,7.

## Posljedice
Udarni val nastao zbog raspada meteorita pogodio je Čeljabinsk oko 2 minute nakon što je viđen bljesak. Mnogi stanovnici grada su pohrlili na prozore pogledati što se dogodilo kada ih je iznenadio udarni val popračen glasnom eksplozijom. Udarni val je uzrkovao pucanje stakala na prozorima što je dovelo do ranjavanja ljudi. Prema zadnjim informacijama, ranjeno je oko 1200 ljudi, od čega 159 djece. Hospitalizirano je 112 osoba a dvije su u kritičnom stanju. Nakon događaja gradske vlasti su zamolile roditelje da djecu odvedu kući iz škola i vrtića.
Udarni val oštetio je preko 3000 zgrada od kojih je najviše stradala tvornica cinka kojoj se urušio krov. Građani su pohrlili zakrpati oštećene prozore jer su temperature u gradu bile oko -6°C, a u okolnim područjima i do -20°C. Gradske službe prioritet su stavile na osiguravanje neometanog rada sustava grijanja. Šteta u gradu se procjenjuje na najmanje milijardu rubalja.

## Vanjske poveznice
- Universe Today:Meteor Blast Rocks Russia
- Meteorite Explodes Over Russia, Panic Spreads  Arhivirana inačica izvorne stranice od 15. veljače 2013. (Wayback Machine)